# Discovery Channel
 For alternative betydninger, se Discovery. (Se også artikler, som begynder med Discovery)
Discovery Channel er en populærvidenskabelig tv-kanal, der  forenkler indviklede emner og gør dem spændende at høre om og se. Kanalen sendte første gang i USA i 1985. 
Kanalen er en betalingskanal: man kan kun se den, hvis man har parabol eller kabel-tv.

Dog kan den tyrkiske version ses gratis via parabol.
Kanalen har siden 2005 sponseret cykelholdet Team Discovery Channel.
Discovery Channel er bl.a. kendt for programmerne MythBusters og American Chopper.

## Liste over serier
- A Haunting
- American Chopper
- American Loggers
- Cash Cab
- Construction Intervention
- Curiosity
- Deadliest Catch
- Destroyed in Seconds
- Dirty Jobs
- Dual Survival
- Fight Quest
- Factory Made
- Ghost Lab
- Heartland Thunder
- How It's Made
- I Shouldn't Be Alive
- Into The Universe with Stephen Hawking
- Life
- Man vs. Wild
- Monsters Resurrected
- MythBusters
- One Way Out
- Out of the Wild
- PitchMen
- Planet Earth
- Prehistoric
- Prototype This!
- Shark Week
- Solving History with Olly Steeds
- Storm Chasers
- Survivorman
- Swamp Loggers
- Swords
- The Colony
- Time Warp
- Treasure Quest
- Ultimate Car Buildoff
- Verminators
- Weird or What?
- Worst Case Scenario
- Wreckreation Nation
- Livsfarlige kvinder

Under kanalen hører disse underkanaler:
- Discovery Channel
- Animal Planet
- Discovery Science
- Investigation Discovery
- Discovery World
- Discovery HD Showcase
- Animal Planet HD
- TLC